# Kaplanei 7 (Quedlinburg)

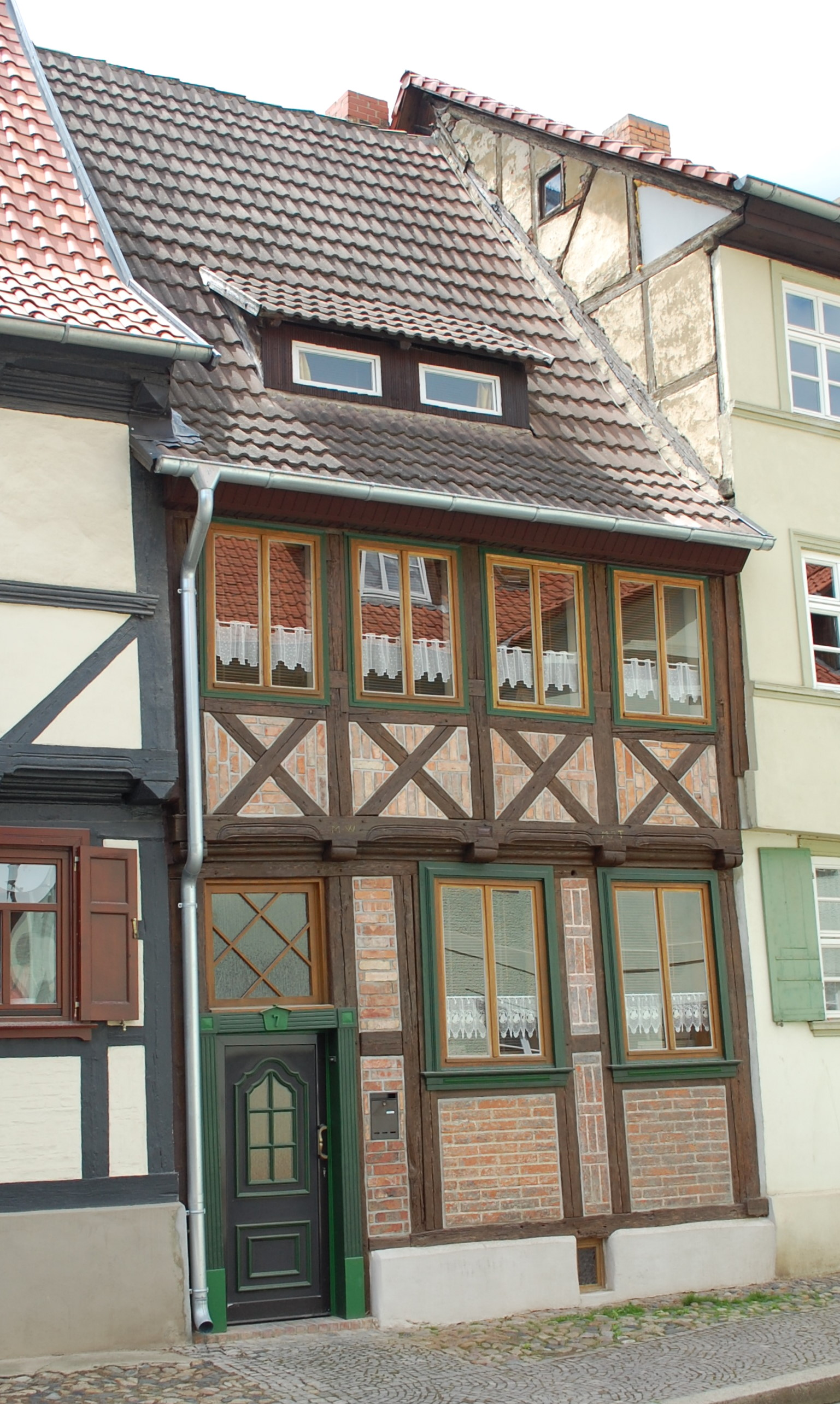
Kaplanei 7

Das Haus Kaplanei 7 ist ein denkmalgeschütztes Gebäude in der Stadt Quedlinburg in Sachsen-Anhalt.

## Lage
Es befindet sich in der historischen Quedlinburger Neustadt und ist im Quedlinburger Denkmalverzeichnis eingetragen. Westlich grenzt das gleichfalls denkmalgeschützte Haus Kaplanei 8, östlich die Kaplanei 6 an.

## Architektur und Geschichte
Das schmale zweigeschossige Fachwerkhaus wurde 1670 errichtet. An der Fachwerkfassade finden sich profilierte Balkenköpfe und Andreaskreuze in den Brüstungsfeldern. Die Stockschwelle ist mit Schiffskehlen verziert.